# Phthiria simonyi
Phthiria simonyi är en tvåvingeart som beskrevs av Becker 1908. Phthiria simonyi ingår i släktet Phthiria och familjen svävflugor. Inga underarter finns listade i Catalogue of Life.